# Løkta
Løkta ist eine norwegische Insel an der Mündung des Ranfjords in der Fylke Nordland. Die 17,3 km² große Insel ist die zweitgrößte, die zur Kommune Dønna gehört.
Der Name der Insel stammt vermutlich von dem altnordischen Begriff luka, der schließen (vergleiche norwegisch: lukke) bedeutet. Da Løkta am äußeren Ende des Ranfjords liegt, schließt die Insel ihn quasi.

## Geschichte
Die ältesten Spuren menschlicher Besiedlung gehen etwa auf das Jahr 3000 v. Chr. zurück. Noch vor den Wikingern in der Vendelzeit spielte die Insel eine zentrale Rolle in Helgeland, wo Hov auf Løkta ein Machtzentrum des äußeren Helgelandes war.
Fruchtbare Erde bot der Landwirtschaft günstige Bedingungen, und es entstanden seit der Wikingerzeit (80–1050 n. Chr.) verhältnismäßig große Höfe. Die Güter gehörten erst zur Kirche, wurden nach der Reformation Eigentum der norwegischen Krone. Im 17. Jahrhundert gerieten große Teile der Landwirtschaftsgüter in die Hände des Gutes Dønnesgodset. Nur ein kleiner Teil der Bewohner waren Eigentümer ihrer Höfe. Anfang des 19. Jahrhunderts entwickelte sich der Ort Kopardal auch zu einem Handelsplatz, der am Ende des Jahrhunderts zu einem der größten an der Küste Helgelands heranwuchs.
Im 19. und Anfang des 20. Jahrhunderts bildete eine Kombination aus Landwirtschaft und Fischerei die Hauptgrundlage. Später spezialisierten sich die Menschen, wobei die Bedeutung der Fischerei abnahm. Dank einer Granitader von Kopardal und Sandvik bis Horn begann Anfang des 19. Jahrhunderts der Abbau von Stein, der als Baumaterial für Häuser genutzt wurde.
Heute bietet Løkta seinen Bewohnern unter anderem einen Kindergarten, eine Schulausbildung bis zur zehnten Klasse, Sportanlagen, ein Altersheim, eine Post, eine Kirche, eine Klinik und ein Jugendhaus.
Mit den Inseln Dønna und Sandnessjøen ist Løkta von Kopardal aus mit einer Fähre verbunden. Ein Schnellboot verbindet es regelmäßig mit Nesna.